# Jackass, le film
Série
Jackass deux, le film
(2006)
Pour plus de détails, voir Fiche technique et Distribution.
Jackass, le film (Jackass: The Movie) est un film américain de Jeff Tremaine sorti en 2002.

## Présentation
Une des particularités de ce film réside dans le fait qu'il n'a pas de scénario mais est simplement un très long épisode de Jackass.
Moyen de production cinématographique oblige, ce film est présenté comme « le plus grand des docudrame d'action aventure jamais produit basé sur une série télé réelle de douleur et d'embarras auto-infligé ».
Au casting on retrouve toute la bande : Johnny Knoxville, Chris Pontius, Bam Margera, Steve-O, Ryan Dunn,  Jason "Wee Man" Acuña, Dave England, Ehren McGhehey, Preston Lacy et Brandon DiCamillo, plus quelques invités « spéciaux ».
Le film dure une heure et demie, ce qui représente la durée de trois épisodes normaux.
Dès sa sortie en salle le 25 octobre, le succès du film est fulgurant. Fort de 2 500 copies et contre toute attente il se classe en tête du box-office et génère une recette de 22,7 millions de dollars US rien que pour sa première semaine. Au bout de 4 semaines, le film a rapporté plus de 59,5 millions de dollars alors qu'il n'en avait coûté initialement que 5.
Pourtant à son lancement, rien ne laissait augurer un tel succès. En effet, le film est classé R (interdit aux moins de 17 ans non accompagnés), sa promotion était quasiment inexistante sur les grands médias, aucune projection de presse n'avait été organisée et les opposants étaient nombreux, certains parents ayant même appelés au boycott du film aux États-Unis.
Après avoir sorti le film au Royaume-Uni et fixé une date de sortie en France pour le mois d'août 2003, Paramount Pictures a décidé de ne pas sortir le film dans les salles françaises sans en expliquer la raison. Sans doute que commercialement l'opération n'était pas rentable, Jackass étant alors peu connu en France à l'époque.

## Fiche technique
- Titre original : Jackass: The Movie
- Titre français : Jackass, le film
- Réalisateur : Jeff Tremaine, Jean-Baptiste Guillot (fait aussi partie de la bande Jackass)
- Producteurs : Sean Cliver, Dimitry Elyashkevich et Spike Jonze
- Scénaristes : Jeff Tremaine, Spike Jonze et Johnny Knoxville
- Bande originale : 
  - Andrew W.K.
  - Minutemen
  - CKY
- Distributeur :
  - Paramount Pictures
  - MTV Films
  - Dickhouse
- Productions Lynch Siderow Productions
- Date de sortie aux États-Unis : 25 octobre 2002
- Durée : 87 minutes
- Langue : Anglais
- Prix : 2003 Razzie Award - Most Flatulent Teen-Targeted Movie
- Budget : Approx. $5 millions (USD)
- - 16 en france

## Distribution
- Johnny Knoxville (VF : Cédric Dumond)
- Bam Margera (VF : Emmanuel Garijo)
- Chris Pontius (VF : Paolo Domingo)
- Steve-O (VF : Alexis Tomassian)
- Ryan Dunn (VF : Jérôme Berthoud)
- Dave England (VF : Pierre Tessier)
- Jason "Wee Man" Acuña (VF : Stéphane Ronchewski)
- Preston Lacy
- Ehren McGhehey
- Brandon DiCamillo
- Raab Himself
- Rake Yohn
- Rip Taylor
- Loomis Fall (VF : Jérôme Pauwels)